# Suspense
Suspense é um sentimento de incerteza ou ansiedade mediante as consequências de determinado fato, mais frequentemente referente à perceptividade da audiência em um trabalho dramático. Não é, porém, uma exclusividade da ficção, pode ocorrer em qualquer situação onde há a possibilidade de um grande evento ou um momento dramático, com a tensão como emoção primária mediante a situação.
Em uma definição mais ampla do suspense, tal emoção surge quando alguém está preocupado com sua falta de conhecimento sobre o desenvolvimento de um evento significativo; suspense seria, então, a combinação da antecipação com a lide da incerteza e obscuridade do futuro.

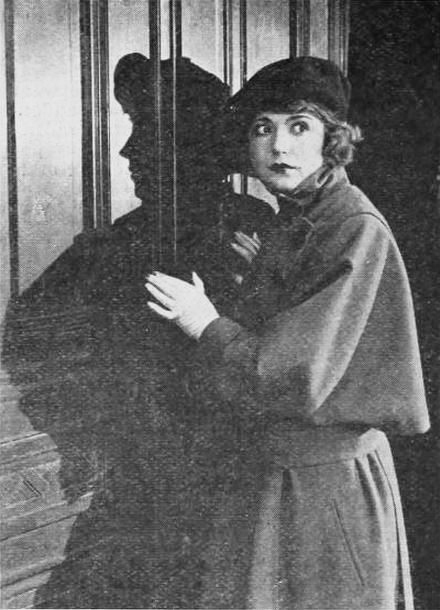

## Narrativa de suspense
Toda ideia de suspense ou, mais precisamente, narrativa tensional, não tem boa reputação no campo da literatura tradicional, considerada por alguns como um aspecto dinâmico do roteiro. Meir Sternberg, em uma visão retórica-funcionalista, considera o suspense como um dos vários componentes de interesse da narração. De acordo com ele, "a narração pode ser definida como a interação entre suspense/curiosidade/surpresa e o tempo de comunicação (em qualquer combinação, qualquer meio, qualquer manifesto ou forma latente)". Nas mesmas linhas funcionais, ele define a narrativa como um "discurso onde essa interação domina: a narratividade, então, ascende de um possível detalhe ou papel secundário, ao status de princípio regulador, o primeiro entre as prioridades de contar/ler". Nessa concepção, suspense pode ser o oposto de curiosidade, porque o primeiro precisa de uma narração cronológica (o interesse estando na obscuridade do futuro), enquanto o segundo cria mistério modificando a ordem de exposição dos eventos, na teleologia da narração.
Raphaël Baroni usa o conceito mais generalizado de "narrativa tensional" para definir o tipo de ansiedade popular produzida por uma narração enigmática que adia ou estende a resolução, estressando através dos atos hesitantes e seus efeitos estéticos. Considerando a importância da tensão na dinâmica do enredo, pode-se considerar o recurso de intriga como essencial ao ato de configuração; ou o contrário, pode-se considerar que a construção de uma boa trama consiste na desfiguração da história por um narrador hesitante que quer transformar sua narrativa em um enigma.  Nessa visão, o roteiro enigmático pode contrastar com a narrativa clara e ordenada. De qualquer forma, no conceito amplo de narrativa de tensão, pode-se assumir que o suspense não é unicamente um recurso de ficção popular, de filmes de Hollywood ou de novelas policiais, mas também um aspecto fundamental da ficção tradicional, tanto quanto a forma de salientar as manifestações fenomenais.
Suspense é um sentimento de medo assim como diz Edson Nobel José Paquissi que esta a estudar estes casos

## Aristóteles
De acordo com Aristóteles, em seu livro Poética, suspense é uma importante construção literária. Em termos mais amplos, consiste em surgir, mediante um perigo real, um raio de esperança. Os dois resultados mais comuns são:
- o impacto do perigo, por meio do qual a audiência se sensibiliza e entristece;
- a esperança sendo realizada, por meio da qual a audiência sente alegria e se satisfaz.

Se não há esperança, a audiência se desespera.

## O paradoxo do suspense
Alguns autores têm tentado explicar o "paradoxo do suspense", isto é: uma tensão narrativa permanece efetiva sempre que a incerteza é neutralizada, porque a audiência sabe como a história é resolvida (ver Gerrig 1989, Walton 1990, Yanal 1996, Brewer 1996, Baroni 2007). Algumas teorias defendem que, usualmente, nós esquecemos muitos detalhes da história e o interesse surge devido a esses lapsos de memória; outras declaram que a incerteza sobrevive e se repete com as histórias porque, durante a imersão no mundo ficcional, nós esquecemos o conhecimento dos fatos, ou porque nós esperamos que o mundo ficcional represente o mundo real, onde a repetição de um fato é impossível.
A posição de Yanal é mais radical, e defende que os efeitos da tensão narrativa sobrevivem, na verdade se repetem, porque a incerteza é parte da definição de suspense. Baroni propõe que o tipo de suspense que excita a audiência por antecipar o que está por vir, é uma precognição particularmente característica da criança no faz de conta dos contos de fada. Baroni defende que outro tipo de suspense sem incerteza pode emergir mediante a contradição entre o conhecimento do futuro e o desejo, especialmente na tragédia, quando o protagonista eventualmente morre ou perde ("suspense por contradição").

## Suspense no cinema e na TV
Por extensão, em Literatura e Cinema, o termo suspense passou a designar um gênero de narrativa (de ficção ou não-ficção) em que predominam as situações de tensão, provocando temor ou eventualmente sustos, no leitor ou espectador.

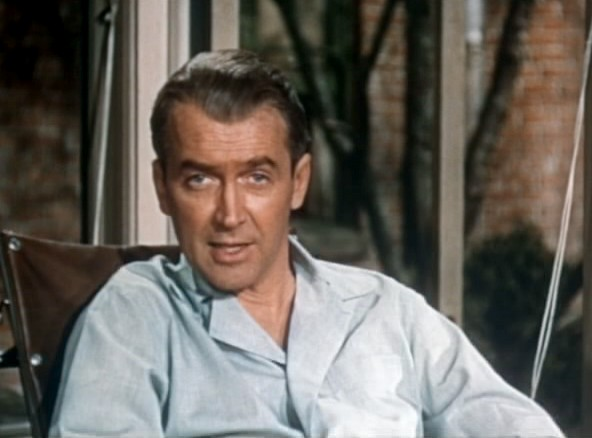
James Stewart em Janela Indiscreta, de Hitchcock

No cinema, o suspense foi largamente explorado, como forma de cativar a audiência. Alguns cineastas o tornaram sua marca registrada, como é o caso de Alfred Hitchcock, cujos filmes possuem a preocupação principal de provocar uma reação de medo ou expectativa. No tipo de suspense descrito por Hitchcock, ele ocorre quando a audiência tem a expectativa de algo ruim que está para acontecer (ou que eles acreditam que possa acontecer), uma perspectiva construída através de eventos sucessivos, aos quais eles não têm o poder de interferir de forma a prevenir os acontecimentos.
Muitas séries de TV exploraram o suspense, como forma de manter a audiência por longos períodos. Um exemplo foi a série The Twilight Zone ("Além da Imaginação", no Brasil), realizada em 1959, que explorava o clima entre o suspense e o poético em histórias centradas na vulnerabilidade humana, incentivando a reflexão. O sucesso do formato da série levou a várias refilmagens e continuações, nos anos 1980 e em 2002.

### Lista de diretores de suspense
| - Jaume Collet-Serra - Wes Craven - Henri-Georges Clouzot - Alfred Hitchcock - William Friedkin - Raymond Chandler - Carol Reed - Michael Mann - Ridley Scott - Neil Jordan - Robert Harmon - John Huston - Sydney Pollack - Gary Fleder - John Frankenheimer - Tony Scott - Jon Amiel - Mary Harron - Wolfgang Petersen - Brian De Palma - Christopher Nolan - David Fincher | - John McTiernan - Quentin Tarantino - Jonathan Demme - Stanley Kubrick - Paul Verhoeven - James Foley - D.J. Caruso - Gregory Hoblit - Adrian Lyne - Phillip Noyce - Ethan Coen - Alan J. Pakula - Roman Polanski - Stephen Hopkins - Joel Schumacher - M. Night Shyamalan - John Boorman - Martin Scorsese - Philip Kaufman - Steven Soderbergh - Bráulio Pedroso |